# Tramvajová doprava v Plavně

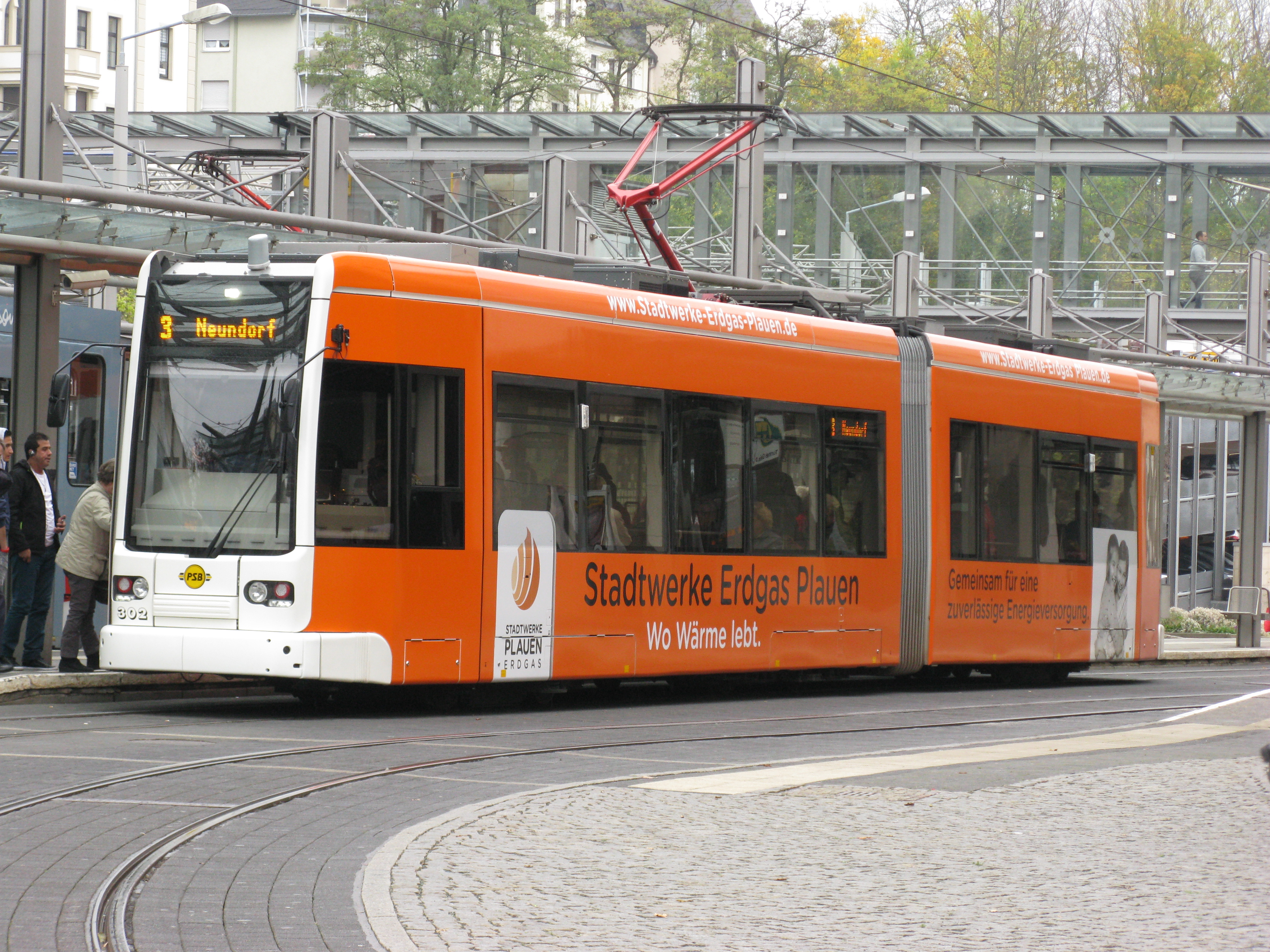
Moderní tramvaj Bombardier Flexity Classic

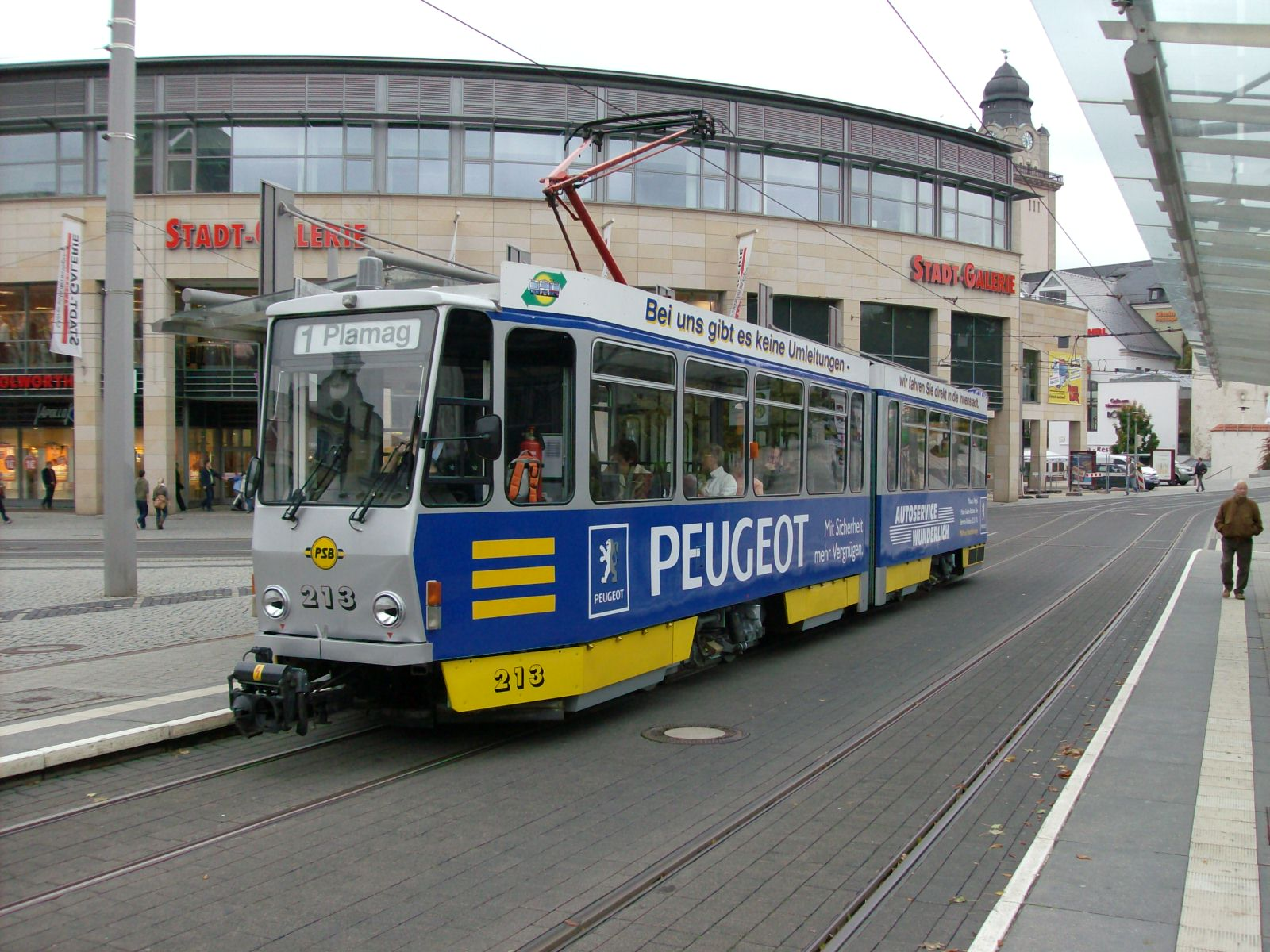
Plavenská tramvaj KT4D

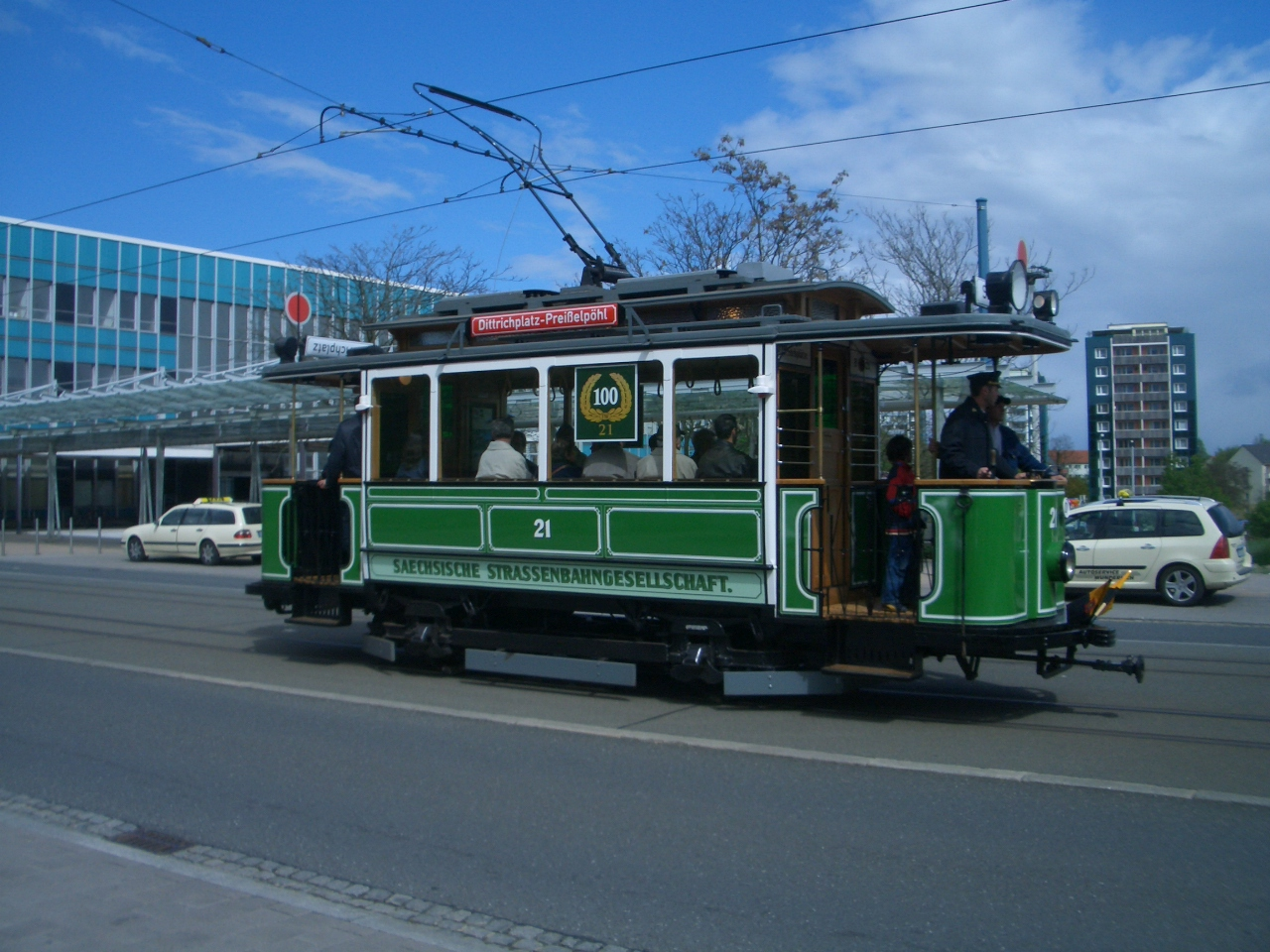
Historický vůz z roku 1905

V německém městě Plavně je od konce 19. století v provozu tramvajová doprava. Na 16 km tramvajových tratí jezdí 6 linek o celkové délce 33 km.

## Historie

### Vznik tramvajového provozu
První úvahy o zřízení moderní tramvajové dopravy v Plavně se datují do začátku 90. let 19. století. Přípravy netrvaly dlouho, již v roce 1893 podepsalo město smlouvu se společností AEG o výstavbě elektrické pouliční dráhy. Stavět se začalo na jaře následujícího roku a již 17. listopadu 1894 byl první úsek slavnostně otevřen. Trať o rozchodu 1000 mm vedla od Oberer Bahnhof (Horního nádraží) přes střed města k Unterer Bahnhof (Dolnímu nádraží). V listopadu však celá trať ještě nebyla zcela hotová, proto se zpočátku jezdilo pouze mezi Horním nádražím a městským centrem. Po celé trati se cestující mohli svézt již na začátku prosince téhož roku.
Při zahájení dopravy bylo k dispozici devět motorových vozů z vagónky Herbrand s elektrickou výzbrojí AEG. Provoz vlečných vozů nebyl zpočátku umožněn, protože na Bahnhofstrasse bylo prudké stoupání (78 %)

### Rozvoj plavenských tramvají
Zlatým věkem plavenských tramvají je možné nazvat začátek 20. století až do vypuknutí první světové války. Již v roce 1899 byla postavena trať ze středu města k Westbahnhof (Západnímu nádraží) (o šest let později byla prodloužena až do Neundorfu), v roce 1902 tramvaje zamířily po odbočce z trati k Obererbahnhof do Haselbrunnu, o dva roky později na jihu do čtvrti Südvorstadt. V roce 1906 byl postaven úsek do Friedenstrasse, který propojil již existující tratě k Obererbahnhof a Westbahnhof, a na který navazovala nová trať do Preißelpöhlu. Rovněž byla rozestavěna trať spojující Westbahnhof a Sübahnhof, stavbu však přerušily válečné události a tento úsek již nikdy nebyl dokončen.
I přes nepříznivou hospodářskou situaci v Německu po první světové válce byla vystavěna v roce 1922 nová tramvajová trať z centra Plavna do městské části Reusa k hlavnímu městskému hřbitovu. Dále se již v meziválečném období nové úseky nestavěly.
K devíti původním tramvajím záhy přibyly další, které byly zakupovány v souvislosti s rozšiřováním tramvajové sítě. K výrobcům dodávajícím vozy do Plavna patřily například vagónky ve Werdau, Budyšíně a také společnost MAN Nürnberg, která jako jediná v době mezi válkami dodávala do Plavna nové tramvaje. Poslední vozy byly dodány v roce 1928.

### Druhá světová válka a doba socialismu
Při bombardování na konci druhé světové války byla tramvajová doprava zastavena, některé vozy byly zničeny, část jich byla poškozena. Provoz tramvají byl obnoven v listopadu roku 1945 na trati z centra města do Haselbrunnu. Poslední opravy však byly dokončovány až o devět let později, kdy byla znovuzprovozněna smyčka Oberebahnhof. V důsledku těžkému poškození Friedenstrasse ale byla hned po válce zrušena příčná trať spojující úseky k Westbahnhof a Obererbahnhof.
První prodloužení tramvajové sítě od roku 1922 nastalo v roce 1957, kdy byla trať z Haselbrunnu prodloužena až k továrně PLAMAG. O dva roky později poprvé vyjely tramvaje s vlečnými vozy, stalo se tak kvůli stále se zvyšujícímu počtu cestujících. V roce 1966 byla prodloužena další trať – tentokrát v Reuse od hřbitova na dnešní konečnou Rotdorweg. Další nový úsek byl zprovozněn v roce 1983, kdy byla slavnostně předána do provozu trať do nového sídliště Reusa (na konečnou Waldfrieden).

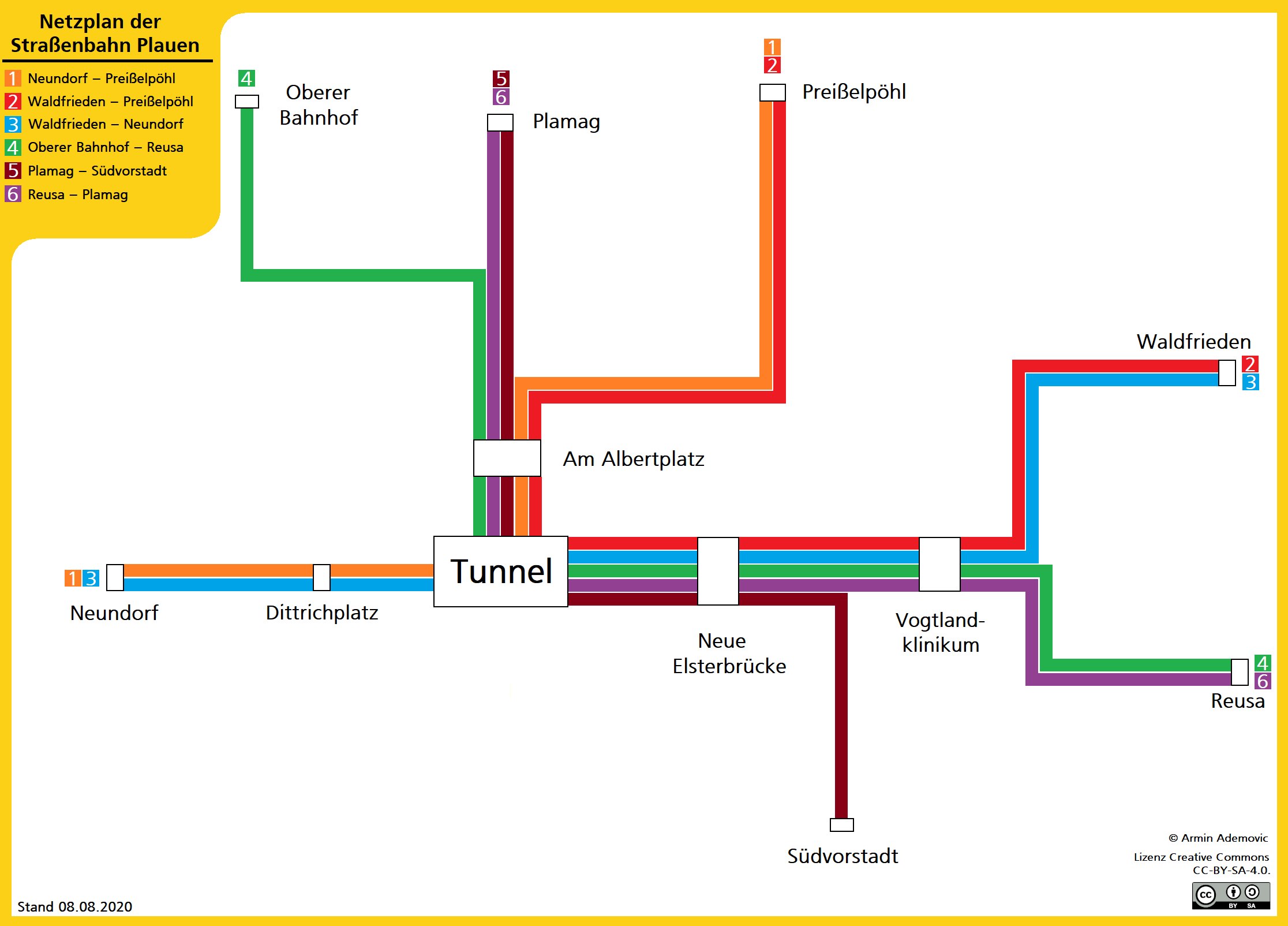
Schéma linek plavenských tramvají

První poválečné tramvaje byly do Plavna dodány v roce 1951, šlo o typ ET 51 z produkce společnosti VEB LOWA Werdau. Následovaly je vozy Gotha T57 a od nich odvozené tramvaje. V roce 1976 byly zakoupeny první československé vozy Tatra KT4D, kterých bylo do roku 1988 dodáno celkem 35. Dalších 10 ojetých tramvají stejného typu bylo převzato z provozu ve Cvikově v roce 1989.

### Nové podmínky na přelomu tisíciletí
Po pádu socialismu už žádné nové tratě vystavěny nebyly. Naopak došlo ke zkvalitnění a zmodernizování všech tratí, na přelomu tisíciletí byl vystavěn moderní ústřední terminál ve středu města v zastávce Tunnel. Zajímavé je, že v Plavně jsou tramvaje téměř jediným hromadným dopravní prostředkem. Kromě nich provozuje dopravní podnik pouze jedinou autobusovou linku, která obsluhuje odlehlejší městské části.
Také vozový park byl modernizován. Poslední dvounápravové tramvaje Gotha přestaly jezdit v roce 1992, nejstarší vozy KT4 se postupně vyřazují, ty novější a zachovalejší byly ve 2. polovině 90. let modernizovány. Mezi lety 2013 až 2017 byly zakoupeny nové vozy Bombardier Flexity Classic.

## Vozový park
V současnosti je v Plavně v provozu přibližně 15 tramvají Tatra KT4D a 9 tramvají Bombardier Flexity Clasic (NGT6 PSB). Kromě nich vlastní dopravní podnik i pět historických vozů, nejstarší z nich pochází z roku 1905. Všechny vozy jsou umístěny ve vozovně poblíž Unterer Bahnhof.